# 2005年世界青年日

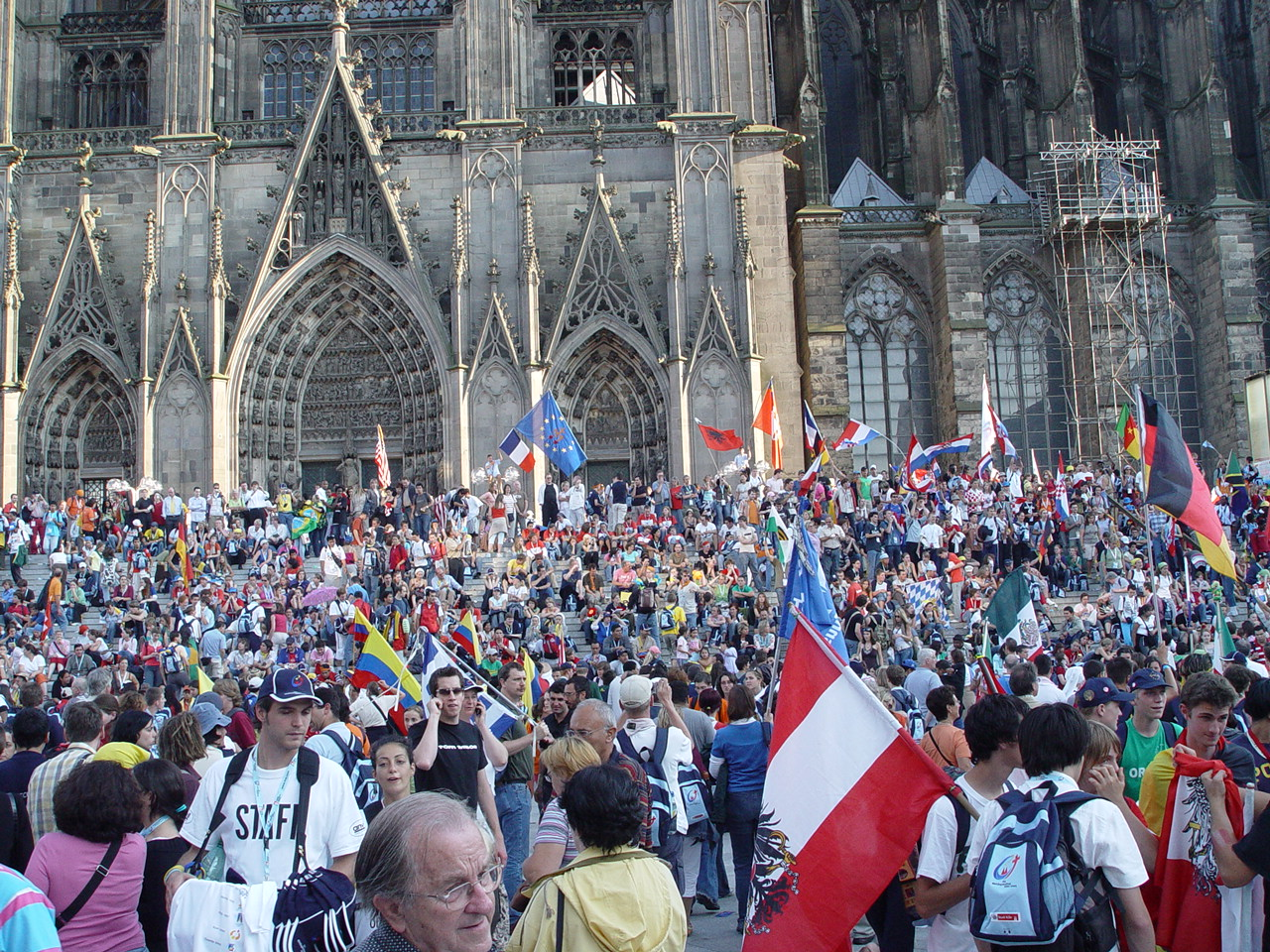
科隆主教座堂前的青年

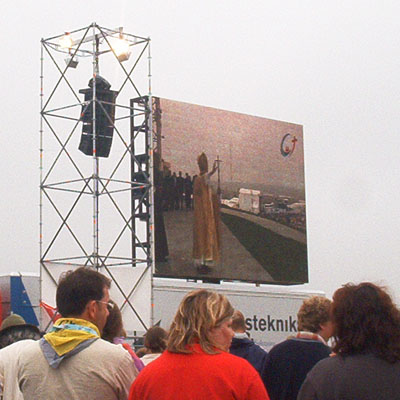
參加青年透過大螢幕觀看本篤十六世主持彌撒

第20屆世界青年日於2005年8月16日至21日在德國科隆舉行。該屆世界青年日是第11次國際級慶典，主題為「我们特来朝拜他」（瑪竇福音 2:2）。來自世界各地的40萬名青年和六百多位主教參加了該屆世青。
教宗若望·保祿二世原本預定親自出席，但他在該年4月2日去世，因此主持該屆世青的是新任教宗本篤十六世。這也是本篤十六世就任教宗後首次造訪外國（他的祖國）。